# Yaynelis Sanz
Yaynelis Sanz Verdecia (ur. 14 marca 2002) – kubańska zapaśniczka walcząca w stylu wolnym. Zajęła piętnaste miejsce na mistrzostwach świata w 2022. Złota medalistka mistrzostw panamerykańskich w 2022 i 2025. 
Wygrała igrzyska panamerykańskie młodzieży w 2021, a także mistrzostwa panamerykańskie U-23 w 2025. Trzecia na mistrzostwach panamerykańskich juniorów w 2021 roku.